# Tournoi de Singapour de rugby à sept 2017
Navigation
2016 2018
Le Tournoi de Singapour de rugby à sept 2017  (anglais : Singapore Rugby Sevens 2017) est la huitième étape de la saison 2016-2017 du World Rugby Sevens Series. Elle se déroule sur deux jours les 15 et 16 avril 2017 au Stade national à Singapour. La victoire finale revient à l'équipe du Canada qui bat en finale l'équipe des États-Unis sur le score de 26 à 19

## Équipes participantes
Seize équipes participent au tournoi (quinze équipes qualifiées d'office plus une invitée) :
- Afrique du Sud
- Angleterre
- Argentine
- Australie
- Canada
- Écosse
- États-Unis
- France
- Fidji
- Pays de Galles
- Japon
- Kenya
- Nouvelle-Zélande
- Russie
- Samoa
- Hong Kong (invitée)

## Tournoi principal

### Phase de poules

#### Poule A
| Rang | Pays      | J | V | N | D | Em | Ee | Pm  | Pe | Diff | Pts |
| ---- | --------- | - | - | - | - | -- | -- | --- | -- | ---- | --- |
| 1    | Fidji     | 3 | 3 | 0 | 0 | 17 | 2  | 113 | 14 | +99  | 9   |
| 2    | Canada    | 3 | 2 | 0 | 1 | 11 | 8  | 69  | 50 | +19  | 7   |
| 3    | Hong Kong | 3 | 1 | 0 | 2 | 4  | 15 | 26  | 93 | -67  | 5   |
| 4    | Russie    | 3 | 0 | 0 | 3 | 7  | 14 | 41  | 92 | -51  | 3   |

| 15 avril 2017 12 h 30 UTC+08:00 | Canada       | 28 - 15 (14-5) | Russie       | Stade national, Singapour |
| 15 avril 2017 12 h 30 UTC+08:00 | Essai(s) : 4 |                | Essai(s) : 3 | Stade national, Singapour |
| 15 avril 2017 12 h 30 UTC+08:00 |              |                |              | Stade national, Singapour |

| 15 avril 2017 12 h 52 UTC+08:00 | Fidji        | 40 - 0 (19-0) | Hong Kong | Stade national, Singapour |
| 15 avril 2017 12 h 52 UTC+08:00 | Essai(s) : 6 |               |           | Stade national, Singapour |
| 15 avril 2017 12 h 52 UTC+08:00 |              |               |           | Stade national, Singapour |

| 15 avril 2017 15 h 28 UTC+08:00 | Canada | 34 - 0 | Hong Kong | Stade national, Singapour |
| 15 avril 2017 15 h 28 UTC+08:00 |        |        |           | Stade national, Singapour |
| 15 avril 2017 15 h 28 UTC+08:00 |        |        |           | Stade national, Singapour |

| 15 avril 2017 15 h 50 UTC+08:00 | Fidji | 38 - 7 | Russie | Stade national, Singapour |
| 15 avril 2017 15 h 50 UTC+08:00 |       |        |        | Stade national, Singapour |
| 15 avril 2017 15 h 50 UTC+08:00 |       |        |        | Stade national, Singapour |

| 15 avril 2017 19 h 44 UTC+08:00 | Russie | 19 - 26 | Hong Kong | Stade national, Singapour |
| 15 avril 2017 19 h 44 UTC+08:00 |        |         |           | Stade national, Singapour |
| 15 avril 2017 19 h 44 UTC+08:00 |        |         |           | Stade national, Singapour |

| 15 avril 2017 20 h 06 UTC+08:00 | Fidji | 35 - 7 | Canada | Stade national, Singapour |
| 15 avril 2017 20 h 06 UTC+08:00 |       |        |        | Stade national, Singapour |
| 15 avril 2017 20 h 06 UTC+08:00 |       |        |        | Stade national, Singapour |

#### Poule B
| Rang | Pays           | J | V | N | D | Em | Ee | Pm | Pe  | Diff | Pts |
| ---- | -------------- | - | - | - | - | -- | -- | -- | --- | ---- | --- |
| 1    | Angleterre     | 3 | 2 | 0 | 1 | 11 | 7  | 71 | 46  | +25  | 9   |
| 2    | Afrique du Sud | 3 | 2 | 0 | 1 | 12 | 4  | 74 | 24  | +50  | 9   |
| 3    | Japon          | 3 | 1 | 0 | 2 | 5  | 16 | 31 | 106 | -75  | 5   |
| 4    | France         | 3 | 1 | 0 | 2 | 6  | 7  | 45 | 45  | 0    | 5   |

| 15 avril 2017 11 h 44 UTC+08:00 | Angleterre   | 14 - 24 (7-7) | France       | Stade national, Singapour |
| 15 avril 2017 11 h 44 UTC+08:00 | Essai(s) : 2 |               | Essai(s) : 3 | Stade national, Singapour |
| 15 avril 2017 11 h 44 UTC+08:00 |              |               |              | Stade national, Singapour |

| 15 avril 2017 12 h 06 UTC+08:00 | Afrique du Sud | 52 - 0 (21-0) | Japon | Stade national, Singapour |
| 15 avril 2017 12 h 06 UTC+08:00 | Essai(s) : 8   |               |       | Stade national, Singapour |
| 15 avril 2017 12 h 06 UTC+08:00 |                |               |       | Stade national, Singapour |

| 15 avril 2017 14 h 44 UTC+08:00 | Angleterre | 40 - 10 | Japon | Stade national, Singapour |
| 15 avril 2017 14 h 44 UTC+08:00 |            |         |       | Stade national, Singapour |
| 15 avril 2017 14 h 44 UTC+08:00 |            |         |       | Stade national, Singapour |

| 15 avril 2017 15 h 06 UTC+08:00 | Afrique du Sud | 10 - 7 | France | Stade national, Singapour |
| 15 avril 2017 15 h 06 UTC+08:00 |                |        |        | Stade national, Singapour |
| 15 avril 2017 15 h 06 UTC+08:00 |                |        |        | Stade national, Singapour |

| 15 avril 2017 18 h 40 UTC+08:00 | France | 14 - 21 | Japon | Stade national, Singapour |
| 15 avril 2017 18 h 40 UTC+08:00 |        |         |       | Stade national, Singapour |
| 15 avril 2017 18 h 40 UTC+08:00 |        |         |       | Stade national, Singapour |

| 15 avril 2017 19 h 02 UTC+08:00 | Afrique du Sud | 12 - 17 | Angleterre | Stade national, Singapour |
| 15 avril 2017 19 h 02 UTC+08:00 |                |         |            | Stade national, Singapour |
| 15 avril 2017 19 h 02 UTC+08:00 |                |         |            | Stade national, Singapour |

#### Poule C
| Rang | Pays      | J | V | N | D | Em | Ee | Pm | Pe | Diff | Pts |
| ---- | --------- | - | - | - | - | -- | -- | -- | -- | ---- | --- |
| 1    | Australie | 3 | 3 | 0 | 0 | 11 | 4  | 67 | 26 | +41  | 9   |
| 2    | Kenya     | 3 | 2 | 0 | 1 | 8  | 7  | 43 | 43 | 0    | 7   |
| 3    | Argentine | 3 | 1 | 0 | 2 | 5  | 8  | 31 | 48 | -17  | 5   |
| 4    | Samoa     | 3 | 0 | 0 | 3 | 4  | 9  | 26 | 53 | -27  | 3   |

| 15 avril 2017 11 h 00 UTC+08:00 | Argentine    | 7 - 22 (0-10) | Kenya        | Stade national, Singapour |
| 15 avril 2017 11 h 00 UTC+08:00 | Essai(s) : 1 |               | Essai(s) : 4 | Stade national, Singapour |
| 15 avril 2017 11 h 00 UTC+08:00 |              |               |              | Stade national, Singapour |

| 15 avril 2017 11 h 22 UTC+08:00 | Australie    | 19 - 12 (14-7) | Samoa        | Stade national, Singapour |
| 15 avril 2017 11 h 22 UTC+08:00 | Essai(s) : 3 |                | Essai(s) : 2 | Stade national, Singapour |
| 15 avril 2017 11 h 22 UTC+08:00 |              |                |              | Stade national, Singapour |

| 15 avril 2017 14 h 00 UTC+08:00 | Argentine | 17 - 7 | Samoa | Stade national, Singapour |
| 15 avril 2017 14 h 00 UTC+08:00 |           |        |       | Stade national, Singapour |
| 15 avril 2017 14 h 00 UTC+08:00 |           |        |       | Stade national, Singapour |

| 15 avril 2017 14 h 22 UTC+08:00 | Australie | 29 - 7 | Kenya | Stade national, Singapour |
| 15 avril 2017 14 h 22 UTC+08:00 |           |        |       | Stade national, Singapour |
| 15 avril 2017 14 h 22 UTC+08:00 |           |        |       | Stade national, Singapour |

| 15 avril 2017 17 h 56 UTC+08:00 | Kenya | 17 - 7 | Samoa | Stade national, Singapour |
| 15 avril 2017 17 h 56 UTC+08:00 |       |        |       | Stade national, Singapour |
| 15 avril 2017 17 h 56 UTC+08:00 |       |        |       | Stade national, Singapour |

| 15 avril 2017 18 h 18 UTC+08:00 | Australie | 19 - 7 | Argentine | Stade national, Singapour |
| 15 avril 2017 18 h 18 UTC+08:00 |           |        |           | Stade national, Singapour |
| 15 avril 2017 18 h 18 UTC+08:00 |           |        |           | Stade national, Singapour |

#### Poule D
| Rang | Pays             | J | V | N | D | Em | Ee | Pm | Pe | Diff | Pts |
| ---- | ---------------- | - | - | - | - | -- | -- | -- | -- | ---- | --- |
| 1    | Nouvelle-Zélande | 3 | 3 | 0 | 0 | 13 | 7  | 79 | 49 | +30  | 9   |
| 2    | États-Unis       | 3 | 2 | 0 | 1 | 12 | 10 | 82 | 66 | +16  | 7   |
| 3    | Pays de Galles   | 3 | 1 | 0 | 2 | 8  | 14 | 54 | 90 | -36  | 5   |
| 4    | Écosse           | 3 | 0 | 0 | 3 | 10 | 12 | 66 | 76 | -10  | 3   |

| 15 avril 2017 13 h 14 UTC+08:00 | Nouvelle-Zélande | 22 - 21 (17-0) | Écosse       | Stade national, Singapour |
| 15 avril 2017 13 h 14 UTC+08:00 | Essai(s) : 4     |                | Essai(s) : 3 | Stade national, Singapour |
| 15 avril 2017 13 h 14 UTC+08:00 |                  |                |              | Stade national, Singapour |

| 15 avril 2017 13 h 36 UTC+08:00 | États-Unis   | 35 - 19 (21-5) | Pays de Galles | Stade national, Singapour |
| 15 avril 2017 13 h 36 UTC+08:00 | Essai(s) : 5 |                | Essai(s) : 3   | Stade national, Singapour |
| 15 avril 2017 13 h 36 UTC+08:00 |              |                |                | Stade national, Singapour |

| 15 avril 2017 16 h 12 UTC+08:00 | Nouvelle-Zélande | 36 - 14 | Pays de Galles | Stade national, Singapour |
| 15 avril 2017 16 h 12 UTC+08:00 |                  |         |                | Stade national, Singapour |
| 15 avril 2017 16 h 12 UTC+08:00 |                  |         |                | Stade national, Singapour |

| 15 avril 2017 16 h 34 UTC+08:00 | États-Unis | 33 - 26 | Écosse | Stade national, Singapour |
| 15 avril 2017 16 h 34 UTC+08:00 |            |         |        | Stade national, Singapour |
| 15 avril 2017 16 h 34 UTC+08:00 |            |         |        | Stade national, Singapour |

| 15 avril 2017 20 h 28 UTC+08:00 | Écosse | 19 - 21 | Pays de Galles | Stade national, Singapour |
| 15 avril 2017 20 h 28 UTC+08:00 |        |         |                | Stade national, Singapour |
| 15 avril 2017 20 h 28 UTC+08:00 |        |         |                | Stade national, Singapour |

| 15 avril 2017 20 h 50 UTC+08:00 | États-Unis | 14 - 21 | Nouvelle-Zélande | Stade national, Singapour |
| 15 avril 2017 20 h 50 UTC+08:00 |            |         |                  | Stade national, Singapour |
| 15 avril 2017 20 h 50 UTC+08:00 |            |         |                  | Stade national, Singapour |

## Phase finale
Résultats de la phase finale.

### Trophées

#### Cup
|  | Quarts de finale                  | Quarts de finale                  |                                   |                                   | Demi-finales                      | Demi-finales                      |   |  | Finale                            | Finale                            |
|  | Quarts de finale                  | Quarts de finale                  |                                   |                                   | Demi-finales                      | Demi-finales                      |   |  | Finale                            | Finale                            |
|  |                                   |                                   |                                   |                                   |                                   |                                   |   |  |                                   |                                   |
|  | 16 avril 2017 - 12 h 30 UTC+08:00 | 16 avril 2017 - 12 h 30 UTC+08:00 |                                   |                                   | 16 avril 2017 - 17 h 10 UTC+08:00 | 16 avril 2017 - 17 h 10 UTC+08:00 |   |  | 16 avril 2017 - 20 h 30 UTC+08:00 | 16 avril 2017 - 20 h 30 UTC+08:00 |
|  | 16 avril 2017 - 12 h 30 UTC+08:00 | 16 avril 2017 - 12 h 30 UTC+08:00 |                                   |                                   | 16 avril 2017 - 17 h 10 UTC+08:00 | 16 avril 2017 - 17 h 10 UTC+08:00 |   |  | 16 avril 2017 - 20 h 30 UTC+08:00 | 16 avril 2017 - 20 h 30 UTC+08:00 |
|  | Fidji                             | 19                                |                                   |                                   | 16 avril 2017 - 17 h 10 UTC+08:00 | 16 avril 2017 - 17 h 10 UTC+08:00 |   |  | 16 avril 2017 - 20 h 30 UTC+08:00 | 16 avril 2017 - 20 h 30 UTC+08:00 |
|  | Fidji                             | 19                                |                                   |                                   | 16 avril 2017 - 17 h 10 UTC+08:00 | 16 avril 2017 - 17 h 10 UTC+08:00 |   |  | 16 avril 2017 - 20 h 30 UTC+08:00 | 16 avril 2017 - 20 h 30 UTC+08:00 |
|  | États-Unis                        | 24                                |                                   |                                   | 16 avril 2017 - 17 h 10 UTC+08:00 | 16 avril 2017 - 17 h 10 UTC+08:00 |   |  | 16 avril 2017 - 20 h 30 UTC+08:00 | 16 avril 2017 - 20 h 30 UTC+08:00 |
|  | États-Unis                        | 24                                | États-Unis                        | 40                                |                                   |                                   |   |  | 16 avril 2017 - 20 h 30 UTC+08:00 | 16 avril 2017 - 20 h 30 UTC+08:00 |
|  | 16 avril 2017 - 12 h 52 UTC+08:00 |                                   | États-Unis                        | 40                                |                                   |                                   |   |  | 16 avril 2017 - 20 h 30 UTC+08:00 | 16 avril 2017 - 20 h 30 UTC+08:00 |
|  |                                   | Australie                         | 7                                 |                                   |                                   |                                   |   |  | 16 avril 2017 - 20 h 30 UTC+08:00 | 16 avril 2017 - 20 h 30 UTC+08:00 |
|  | Australie                         | Australie                         | 7                                 | 19                                |                                   |                                   |   |  | 16 avril 2017 - 20 h 30 UTC+08:00 | 16 avril 2017 - 20 h 30 UTC+08:00 |
|  | Australie                         |                                   |                                   | 19                                |                                   |                                   |   |  | 16 avril 2017 - 20 h 30 UTC+08:00 | 16 avril 2017 - 20 h 30 UTC+08:00 |
|  | Afrique du Sud                    | 17                                |                                   |                                   |                                   |                                   |   |  | 16 avril 2017 - 20 h 30 UTC+08:00 | 16 avril 2017 - 20 h 30 UTC+08:00 |
|  | Afrique du Sud                    | 17                                | États-Unis                        | 19                                |                                   |                                   |   |  |                                   |                                   |
|  | 16 avril 2017 - 13 h 14 UTC+08:00 |                                   | États-Unis                        | 19                                |                                   |                                   |   |  |                                   |                                   |
|  |                                   | Canada                            | 26                                |                                   |                                   |                                   |   |  |                                   |                                   |
|  | Nouvelle-Zélande                  | Canada                            | 26                                | 14                                |                                   |                                   |   |  |                                   |                                   |
|  | Nouvelle-Zélande                  | 16 avril 2017 - 17 h 32 UTC+08:00 |                                   | 14                                |                                   |                                   |   |  |                                   |                                   |
|  | Canada                            | 26                                |                                   |                                   |                                   |                                   |   |  |                                   |                                   |
|  | Canada                            | 26                                | Canada                            | 17                                |                                   |                                   |   |  |                                   |                                   |
|  | 16 avril 2017 - 13 h 36 UTC+08:00 | 16 avril 2017 - 13 h 36 UTC+08:00 | Canada                            | 17                                | Match pour la 3e place            | Match pour la 3e place            |   |  |                                   |                                   |
|  | 16 avril 2017 - 13 h 36 UTC+08:00 | 16 avril 2017 - 13 h 36 UTC+08:00 |                                   | Angleterre                        | Match pour la 3e place            | Match pour la 3e place            | 5 |  |                                   |                                   |
|  | Angleterre                        | 13                                | 16 avril 2017 - 20 h 05 UTC+08:00 | 16 avril 2017 - 20 h 05 UTC+08:00 |                                   |                                   | 5 |  |                                   |                                   |
|  | Angleterre                        | 13                                | 16 avril 2017 - 20 h 05 UTC+08:00 | 16 avril 2017 - 20 h 05 UTC+08:00 |                                   |                                   |   |  |                                   |                                   |
|  | Kenya                             | 12                                |                                   | Australie                         | 12                                |                                   |   |  |                                   |                                   |
|  | Kenya                             | 12                                |                                   | Australie                         | 12                                |                                   |   |  |                                   |                                   |
|  |                                   |                                   |                                   |                                   |                                   |                                   |   |  | Angleterre                        | 14                                |
|  |                                   |                                   |                                   |                                   |                                   |                                   |   |  | Angleterre                        | 14                                |

#### Challenge Trophy
|  | Quarts de finale                  | Quarts de finale                  |                |    | Demi-finales                      | Demi-finales                      |  |  | Finale                            | Finale                            |
|  | Quarts de finale                  | Quarts de finale                  |                |    | Demi-finales                      | Demi-finales                      |  |  | Finale                            | Finale                            |
|  |                                   |                                   |                |    |                                   |                                   |  |  |                                   |                                   |
|  | 16 avril 2017 - 11 h 00 UTC+08:00 | 16 avril 2017 - 11 h 00 UTC+08:00 |                |    | 16 avril 2017 - 15 h 12 UTC+08:00 | 16 avril 2017 - 15 h 12 UTC+08:00 |  |  | 16 avril 2017 - 19 h 06 UTC+08:00 | 16 avril 2017 - 19 h 06 UTC+08:00 |
|  | 16 avril 2017 - 11 h 00 UTC+08:00 | 16 avril 2017 - 11 h 00 UTC+08:00 |                |    | 16 avril 2017 - 15 h 12 UTC+08:00 | 16 avril 2017 - 15 h 12 UTC+08:00 |  |  | 16 avril 2017 - 19 h 06 UTC+08:00 | 16 avril 2017 - 19 h 06 UTC+08:00 |
|  | Hong Kong                         | 15                                |                |    | 16 avril 2017 - 15 h 12 UTC+08:00 | 16 avril 2017 - 15 h 12 UTC+08:00 |  |  | 16 avril 2017 - 19 h 06 UTC+08:00 | 16 avril 2017 - 19 h 06 UTC+08:00 |
|  | Hong Kong                         | 15                                |                |    | 16 avril 2017 - 15 h 12 UTC+08:00 | 16 avril 2017 - 15 h 12 UTC+08:00 |  |  | 16 avril 2017 - 19 h 06 UTC+08:00 | 16 avril 2017 - 19 h 06 UTC+08:00 |
|  | Écosse                            | 26                                |                |    | 16 avril 2017 - 15 h 12 UTC+08:00 | 16 avril 2017 - 15 h 12 UTC+08:00 |  |  | 16 avril 2017 - 19 h 06 UTC+08:00 | 16 avril 2017 - 19 h 06 UTC+08:00 |
|  | Écosse                            | 26                                | Écosse         | 31 |                                   |                                   |  |  | 16 avril 2017 - 19 h 06 UTC+08:00 | 16 avril 2017 - 19 h 06 UTC+08:00 |
|  | 16 avril 2017 - 11 h 22 UTC+08:00 |                                   | Écosse         | 31 |                                   |                                   |  |  | 16 avril 2017 - 19 h 06 UTC+08:00 | 16 avril 2017 - 19 h 06 UTC+08:00 |
|  |                                   | France                            | 12             |    |                                   |                                   |  |  | 16 avril 2017 - 19 h 06 UTC+08:00 | 16 avril 2017 - 19 h 06 UTC+08:00 |
|  | Argentine                         | France                            | 12             | 24 |                                   |                                   |  |  | 16 avril 2017 - 19 h 06 UTC+08:00 | 16 avril 2017 - 19 h 06 UTC+08:00 |
|  | Argentine                         |                                   |                | 24 |                                   |                                   |  |  | 16 avril 2017 - 19 h 06 UTC+08:00 | 16 avril 2017 - 19 h 06 UTC+08:00 |
|  | France                            | 26                                |                |    |                                   |                                   |  |  | 16 avril 2017 - 19 h 06 UTC+08:00 | 16 avril 2017 - 19 h 06 UTC+08:00 |
|  | France                            | 26                                | Écosse         | 12 |                                   |                                   |  |  |                                   |                                   |
|  | 16 avril 2017 - 11 h 44 UTC+08:00 |                                   | Écosse         | 12 |                                   |                                   |  |  |                                   |                                   |
|  |                                   | Pays de Galles                    | 24             |    |                                   |                                   |  |  |                                   |                                   |
|  | Pays de Galles                    | Pays de Galles                    | 24             | 19 |                                   |                                   |  |  |                                   |                                   |
|  | Pays de Galles                    | 16 avril 2017 - 15 h 34 UTC+08:00 |                | 19 |                                   |                                   |  |  |                                   |                                   |
|  | Russie                            | 12                                |                |    |                                   |                                   |  |  |                                   |                                   |
|  | Russie                            | 12                                | Pays de Galles | 19 |                                   |                                   |  |  |                                   |                                   |
|  | 16 avril 2017 - 12 h 06 UTC+08:00 |                                   | Pays de Galles | 19 |                                   |                                   |  |  |                                   |                                   |
|  |                                   | Samoa                             | 14             |    |                                   |                                   |  |  |                                   |                                   |
|  | Japon                             | Samoa                             | 14             | 14 |                                   |                                   |  |  |                                   |                                   |
|  | Japon                             |                                   |                | 14 |                                   |                                   |  |  |                                   |                                   |
|  | Samoa                             | 26                                |                |    |                                   |                                   |  |  |                                   |                                   |
|  | Samoa                             | 26                                |                |    |                                   |                                   |  |  |                                   |                                   |

### Matchs de classement

#### Challenge 13e place
|  | Demi-finales                      | Demi-finales                      |           |    | Finale                            | Finale                            |
|  | Demi-finales                      | Demi-finales                      |           |    | Finale                            | Finale                            |
|  |                                   |                                   |           |    |                                   |                                   |
|  | 16 avril 2017 - 14 h 28 UTC+08:00 | 16 avril 2017 - 14 h 28 UTC+08:00 |           |    | 16 avril 2017 - 18 h 44 UTC+08:00 | 16 avril 2017 - 18 h 44 UTC+08:00 |
|  | 16 avril 2017 - 14 h 28 UTC+08:00 | 16 avril 2017 - 14 h 28 UTC+08:00 |           |    | 16 avril 2017 - 18 h 44 UTC+08:00 | 16 avril 2017 - 18 h 44 UTC+08:00 |
|  | Hong Kong                         | 7                                 |           |    | 16 avril 2017 - 18 h 44 UTC+08:00 | 16 avril 2017 - 18 h 44 UTC+08:00 |
|  | Hong Kong                         | 7                                 |           |    | 16 avril 2017 - 18 h 44 UTC+08:00 | 16 avril 2017 - 18 h 44 UTC+08:00 |
|  | Argentine                         | 33                                |           |    | 16 avril 2017 - 18 h 44 UTC+08:00 | 16 avril 2017 - 18 h 44 UTC+08:00 |
|  | Argentine                         | 33                                | Argentine | 40 |                                   |                                   |
|  | 16 avril 2017 - 14 h 50 UTC+08:00 |                                   | Argentine | 40 |                                   |                                   |
|  |                                   | Russie                            | 19        |    |                                   |                                   |
|  | Russie                            | Russie                            | 19        | 24 |                                   |                                   |
|  | Russie                            |                                   |           | 24 |                                   |                                   |
|  | Japon                             | 21                                |           |    |                                   |                                   |
|  | Japon                             | 21                                |           |    |                                   |                                   |

#### Challenge 5e place
|  | Demi-finales                      | Demi-finales                      |                |    | Finale                            | Finale                            |
|  | Demi-finales                      | Demi-finales                      |                |    | Finale                            | Finale                            |
|  |                                   |                                   |                |    |                                   |                                   |
|  | 16 avril 2017 - 16 h 26 UTC+08:00 | 16 avril 2017 - 16 h 26 UTC+08:00 |                |    | 16 avril 2017 - 19 h 41 UTC+08:00 | 16 avril 2017 - 19 h 41 UTC+08:00 |
|  | 16 avril 2017 - 16 h 26 UTC+08:00 | 16 avril 2017 - 16 h 26 UTC+08:00 |                |    | 16 avril 2017 - 19 h 41 UTC+08:00 | 16 avril 2017 - 19 h 41 UTC+08:00 |
|  | Fidji                             | 14                                |                |    | 16 avril 2017 - 19 h 41 UTC+08:00 | 16 avril 2017 - 19 h 41 UTC+08:00 |
|  | Fidji                             | 14                                |                |    | 16 avril 2017 - 19 h 41 UTC+08:00 | 16 avril 2017 - 19 h 41 UTC+08:00 |
|  | Afrique du Sud                    | 19                                |                |    | 16 avril 2017 - 19 h 41 UTC+08:00 | 16 avril 2017 - 19 h 41 UTC+08:00 |
|  | Afrique du Sud                    | 19                                | Afrique du Sud | 12 |                                   |                                   |
|  | 16 avril 2017 - 16 h 48 UTC+08:00 |                                   | Afrique du Sud | 12 |                                   |                                   |
|  |                                   | Nouvelle-Zélande                  | 17             |    |                                   |                                   |
|  | Nouvelle-Zélande                  | Nouvelle-Zélande                  | 17             | 24 |                                   |                                   |
|  | Nouvelle-Zélande                  |                                   |                | 24 |                                   |                                   |
|  | Kenya                             | 21                                |                |    |                                   |                                   |
|  | Kenya                             | 21                                |                |    |                                   |                                   |

## Bilan
Statistiques sportives 
- Meilleur marqueur du tournoi :   Waisea Nacuqu (47 points)
- Meilleur marqueur d'essais du tournoi :   Waisea Nacuqu (9 essais)

Affluences